# Peyrelongue-Abos
Peyrelongue-Abos ist eine französische Gemeinde mit 146 Einwohnern (Stand 1. Januar 2022) im Département Pyrénées-Atlantiques in der Region Nouvelle-Aquitaine (vor 2016: Aquitanien). Die Gemeinde gehört zum Arrondissement Pau und zum Kanton Terres des Luys et Coteaux du Vic-Bilh (bis 2015: Kanton Lembeye).
Der Name in der gascognischen Sprache lautet Peiralonga-Abòs. Der Name Peyrelongue stammt aus den gascognischen Wörtern pèira (deutsch Stein) und longa (deutsch lang), der Name Abos aus dem lateinischen Namen Avus und dem aquitanischen Suffix -ossum. Die Bewohner werden Peyrelongois und Peyrelongoises oder Abosiens und Abosiennes genannt.

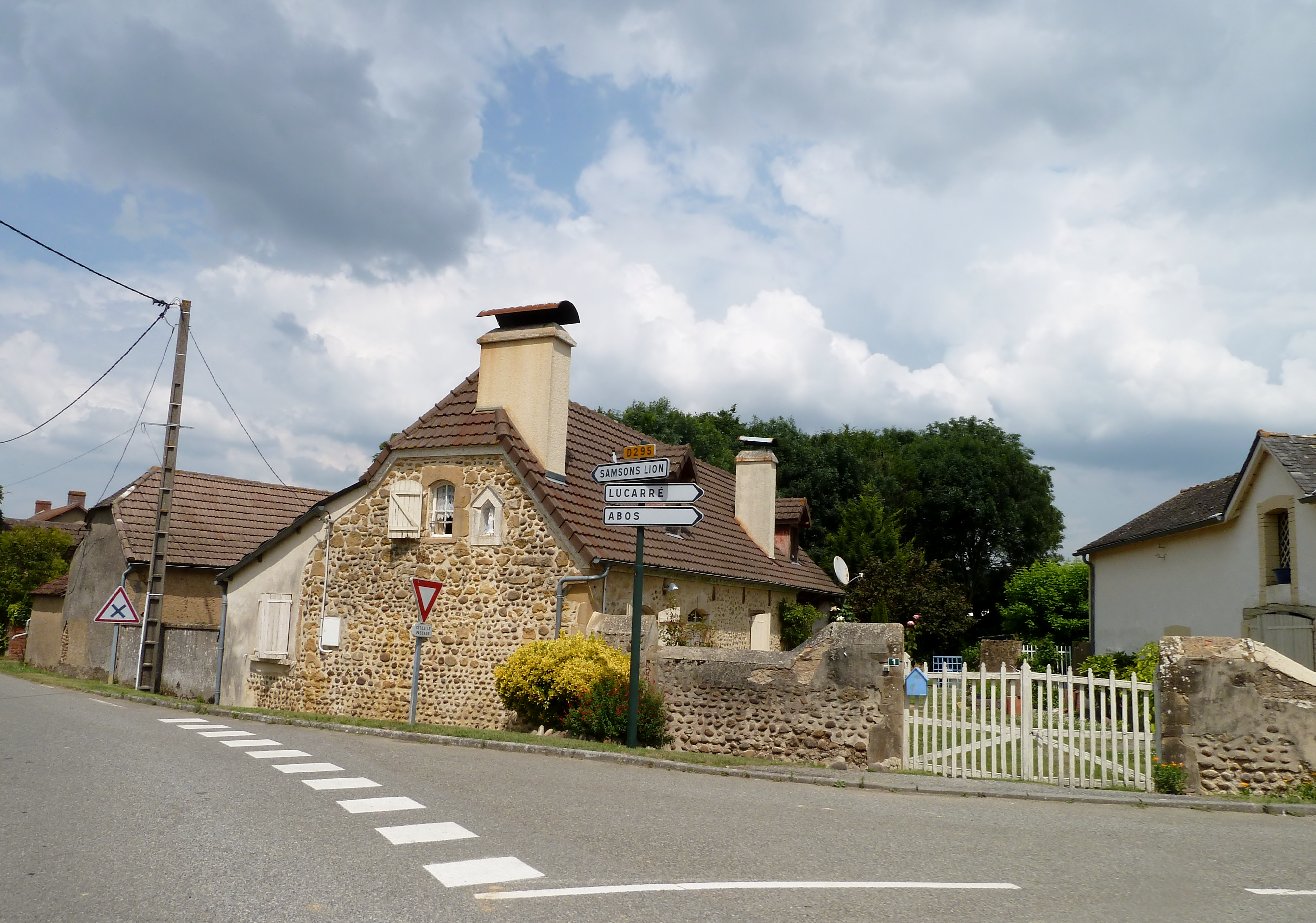
Straße in Peyrelongue

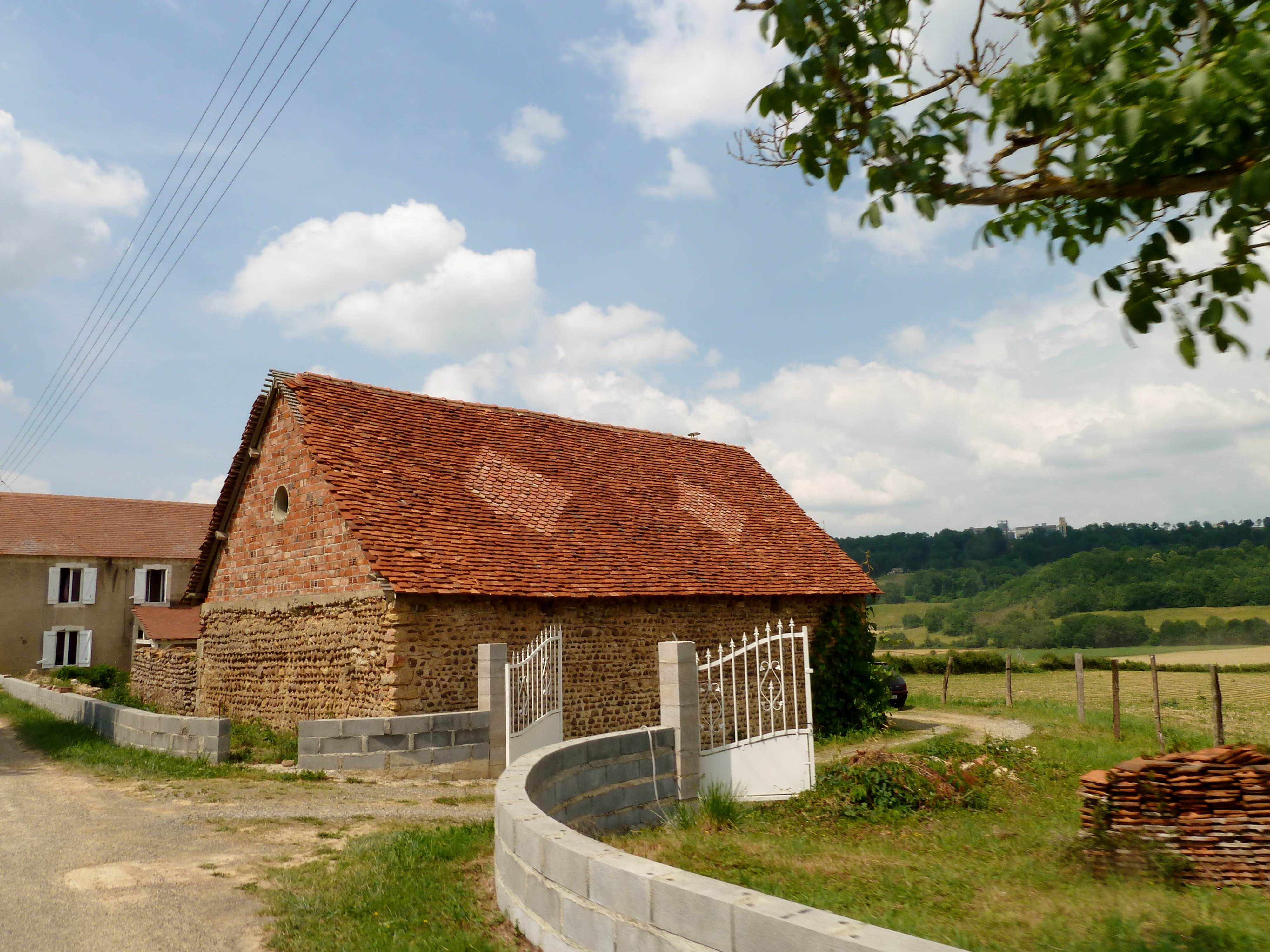
Bauernhof in Peyrelongue-Abos

## Geographie
Peyrelongue-Abos liegt ca. 35 km nordöstlich von Pau in der Region Vic-Bilh der historischen Provinz Béarn am nordöstlichen Rand des Départements.
Umgeben wird Peyrelongue-Abos von den Nachbargemeinden:
|       | Samsons-Lion                                | Lembeye   |
|       | Kompassrose, die auf Nachbargemeinden zeigt | Luc-Armau |
| Anoye | Momy                                        | Lucarré   |

Peyrelongue-Abos liegt im Einzugsgebiet des Flusses Adour. Der Petit Lées, ein Nebenfluss des Lées, durchquert das Gebiet der Gemeinde.

## Geschichte
Im 11. Jahrhundert gab es ein Hospital auf dem Gemeindegebiet, das heute nicht mehr existiert. Beide Dörfer gehörten zum Malteserorden von Caubin und Morlaàs. Die Grundherrschaft von Peyrelongue residierte in einer Befestigungsanlage und wurde im 11. und 12. Jahrhundert erwähnt. In Abos herrschte ebenfalls ein Grundherr als Nachfolger des Abts eines Laienklosters. In der Volkszählung des Béarn im Jahre 1385 wurden in Peyrelongue dreizehn, in Abos fünfzehn Haushalte gezählt. Beide Dörfer gehörten zur Bailliage von Lembeye. Im Laufe der Jahrhunderte gelangten sie einmal unter die gleiche Grundherrschaft, ein anderes Mal wurden sie wieder getrennt regiert, bis sie sich 1843 administrativ zusammenschlossen.
Toponyme und Erwähnungen von Peyrelongue waren:
- Peyrelongue (11. Jahrhundert, laut Pierre de Marcas Buch Histoire de Béarn, S. 246),
- Peyralonca en Vic-Bilh und Peyrelonque (1544 bzw. 1548, réformation de Béarn, Manuskriptsammlung des 16. bis 18. Jahrhunderts),
- Peirelongue (1750, Karte von Cassini) und
- Peyrelongue (1793 und 1801, Notice Communale bzw. Bulletin des Lois).[4][6][5]

Toponyme und Erwähnungen von Abos waren:
- Aboss (1286, Urkunden aus Abos),
- Avos und Abos en Vic-Bilh (1385 bzw. 14. Jahrhundert, Volkszählung im Béarn),
- Abossium (1425, Kopialbuch des Schlosses von Pau),
- Aboos (gegen 1540, réformation de Béarn, Manuskriptsammlung des 16. bis 18. Jahrhunderts),
- Abos (1750 und 1793, Karte von Cassini bzw. Notice Communale),
- Abes (1801, Bulletin des lois) und
- Abos (1863, Dictionnaire topographique de la France).[4][6][7]

### Einwohnerentwicklung
Nach dem Zusammenschluss der beiden ehemaligen Gemeinden blieb die Einwohnerzahl bis in die 1840er Jahre auf einem Niveau von rund 480. In der Folgezeit reduzierte sich die Zahl bei kurzen Erholungsphasen bis zu den 1960er Jahren auf ein Niveau von rund 130. In jüngster Zeit ist ein moderates Wachstum zu verzeichnen.
| Jahr      | 1962 | 1968 | 1975 | 1982 | 1990 | 1999 | 2006 | 2009 | 2022 |
| --------- | ---- | ---- | ---- | ---- | ---- | ---- | ---- | ---- | ---- |
| Einwohner | 156  | 134  | 125  | 142  | 124  | 120  | 132  | 146  | 146  |

## Sehenswürdigkeiten

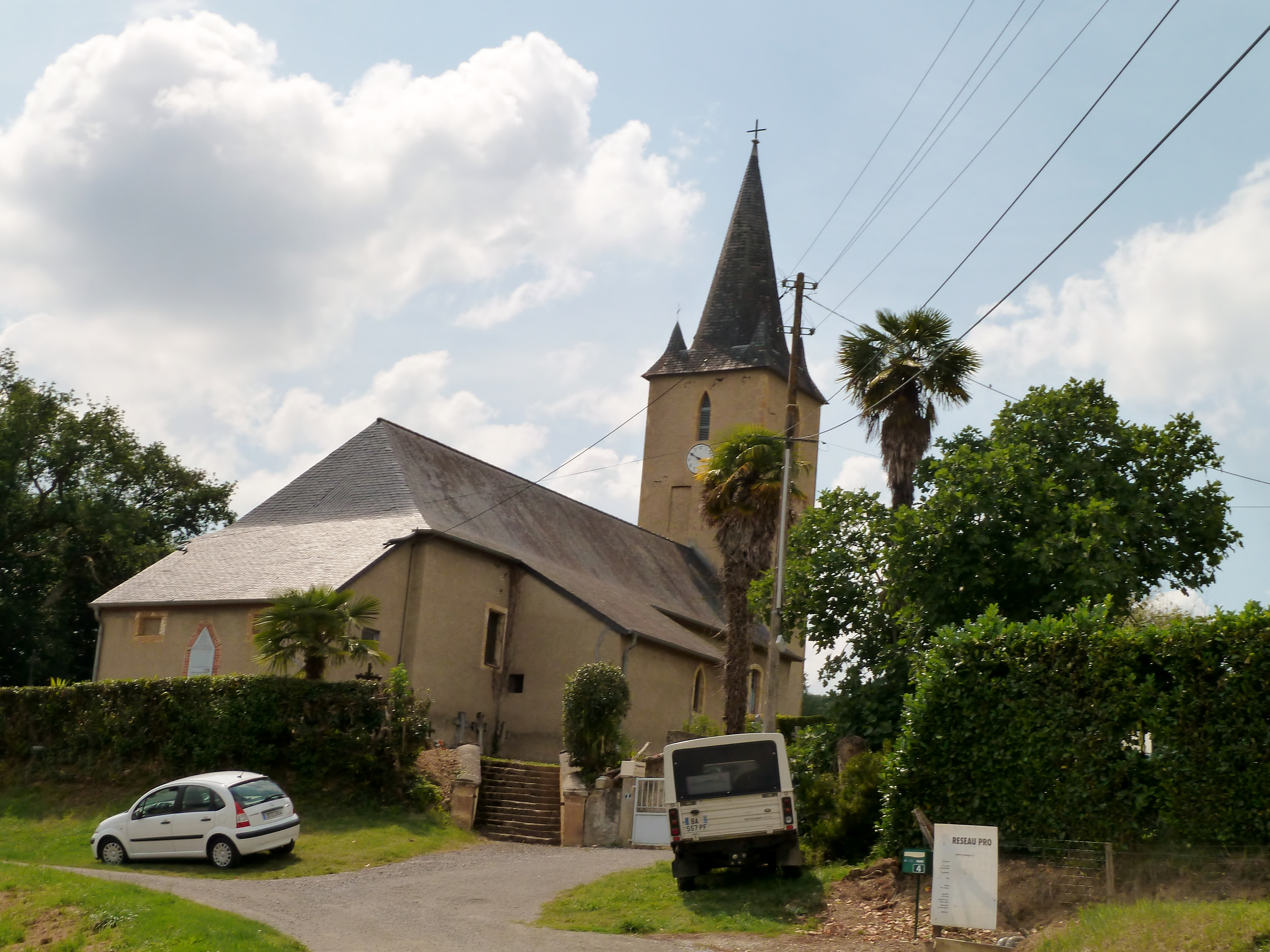
Pfarrkirche Saint-Martin in Peyrelongue

- Pfarrkirche in Peyrelongue, geweiht Martin von Tours. Sie wurde im 16. Jahrhundert unter der Leitung der Komturei des Malteserordens von Caubin und Morlaàs errichtet, dem sie bis zum 18. Jahrhundert unterstand. Dem einschiffigen Langhaus ist ein hoher Glockenturm mit einem polygonalen Helm vorgebaut, an dessen Fuß sich der Eingang befindet. Der königliche Architekt und Baumeister Bernard Claverie leitete in der ersten Hälfte des 18. Jahrhunderts den Neubau des Altarraums und der Sakristei. Der Glockenturm und die Kapelle sind zwischen 1852 und 1860 nach Plänen des Architekten Courtet neu errichtet worden. Andere Restaurierungen erfolgten gegen 1892. Im Innern werden viele Gegenstände aus dem 17. bis 19. Jahrhundert bewahrt, die als nationale Kulturgüter registriert sind.[10][11]

- Pfarrkirche von Abos, geweiht dem Apostel Andreas. Die kleine romanische Kirche ist im 11. oder 12. Jahrhundert auf einer Motte errichtet, eine Seltenheit im Vic-Bilh. In den Hugenottenkriegen wurde sie 1569 von protestantischen Truppen unter Gabriel de Lorges, Graf von Montgomery, in Brand gesteckt. Im 18. Jahrhundert wurde die Kirche restauriert, wie die Jahreszahl „1747“ auf der Fensterbank eines Fensters im einschiffigen Langhaus belegt. Auf dem Schlussstein des Eingangs ist die Jahreszahl „1821“ zu erkennen, das Jahr einer weiteren Restaurierungsmaßnahme. Die Glocke im Glockengiebel über dem Eingang stammt aus der zweiten Hälfte des 16. Jahrhunderts. Weitere Ausstattungsgegenstände der Kirche aus dem 17. bis 19. Jahrhundert sind als nationale Kulturgüter registriert.[12][13]

- Motte von Abos, im 11. oder 12. Jahrhundert errichtet. Die Motte barg auch eine romanische Kirche und das Laienkloster. Menaut, Abt des Laienklosters, schwor 1364 den Lehnseid gegenüber Gaston Fébus, Vicomte von Béarn. 1385 wurde das Laienkloster als Haus von Lassalle, 1675 bei einer Zählung als au Mouta erwähnt. Anschließend wurde es an Dufaur de Loubouey, im 18. Jahrhundert an die Familien Nays-Candau verkauft. Auf dem Kataster von 1828 wurde das Haus Lassalle noch geführt, anschließend aber abgerissen.[14][15]

- Schloss von Peyrelongue. Die Grundherren von Peyrelongue wurden seit dem 11. und 12. Jahrhundert erwähnt. Nachdem die Familie Andoins die Grundherrschaft innegehabt hatte und 1554 an die Familie Cassanhère übergab, gelangte sie zu Beginn des 17. Jahrhunderts zu den Miossens, die sie über eine Heirat an die berühmten Béarner Familien Nays-Candau übertrug. Diese errichteten vermutlich das Schloss im 18. Jahrhundert. 1943 wurde es Opfer eines Brandes, von dem heute nur noch die Nebengebäude aus dem späten 19. Jahrhundert und das monumentale Eingangsportal übrig geblieben sind.[16][17]

- Taubenschlag und Hühnerstall. Das viereckige Gebäude im Innenhof des Hauses Armau im Zentrum von Peyrelongue datiert aus dem Jahr 1834. Seitdem ist es stark verändert worden, insbesondere, was die Wände betrifft. Sein Zeltdach ist mit Schiefer gedeckt. Das obere Stockwerk ist nur über eine Klappe zu betreten und für die Tauben reserviert.[18]

## Wirtschaft und Infrastruktur

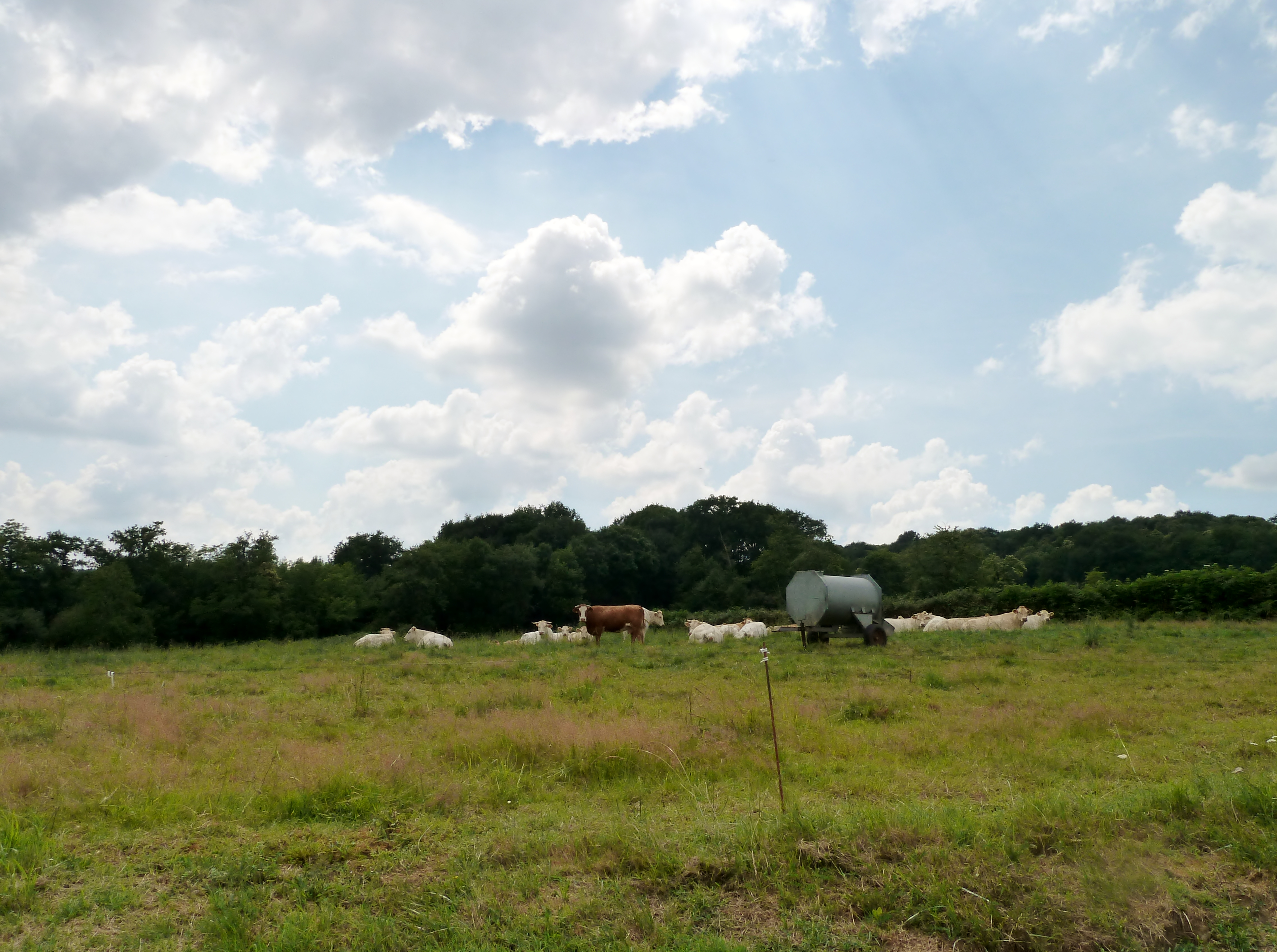
Rinder auf ihrer Weide bei Peyrelongue-Abos

Die Landwirtschaft wird hauptsächlich von der Rinderzucht und Weinbau bestimmt.

### Verkehr
Peyrelongue-Abos ist erreichbar über die Routes départementales 47 und 295.